# Собол, Джонатан
Джонатан Собол (англ. Jonathan Sobol, род. 21 августа 1989, Ниагара-Фолс, Канада) — канадский режиссёр и сценарист.

## Биография
Проживает в Торонто. Является долларовым миллионером. На 2022 год работает над фильмом Байкер.

## Фильмография
- Гражданин Дуэйн[англ.] (2006)
- Руководство по смерти для начинающих[англ.] (2010)
- Искусство кражи[англ.] (2013)
- Падре[англ.] (2018)

А также ряд короткометражных фильмов.